# Fralda

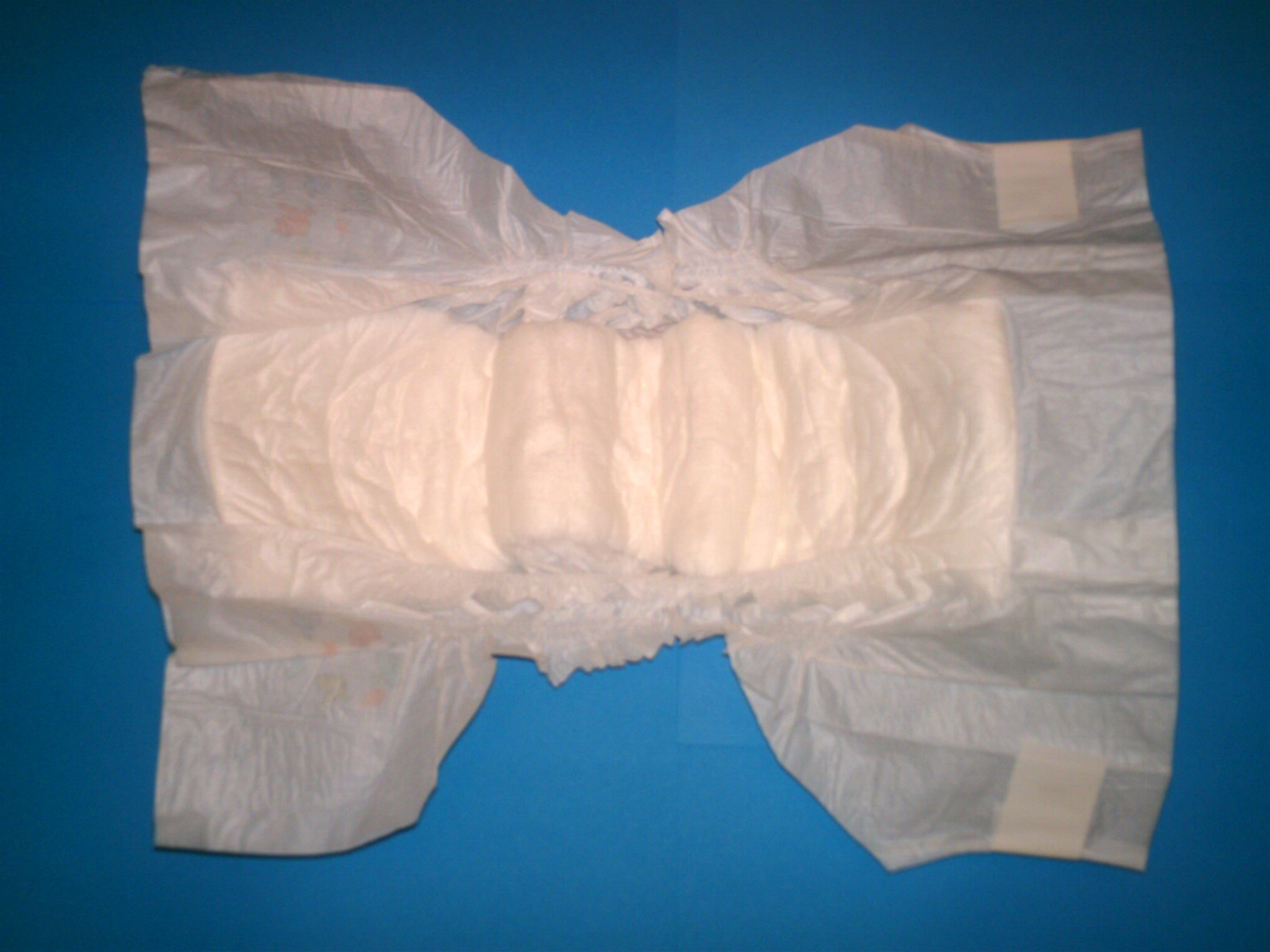
Fralda descartavel de bebê

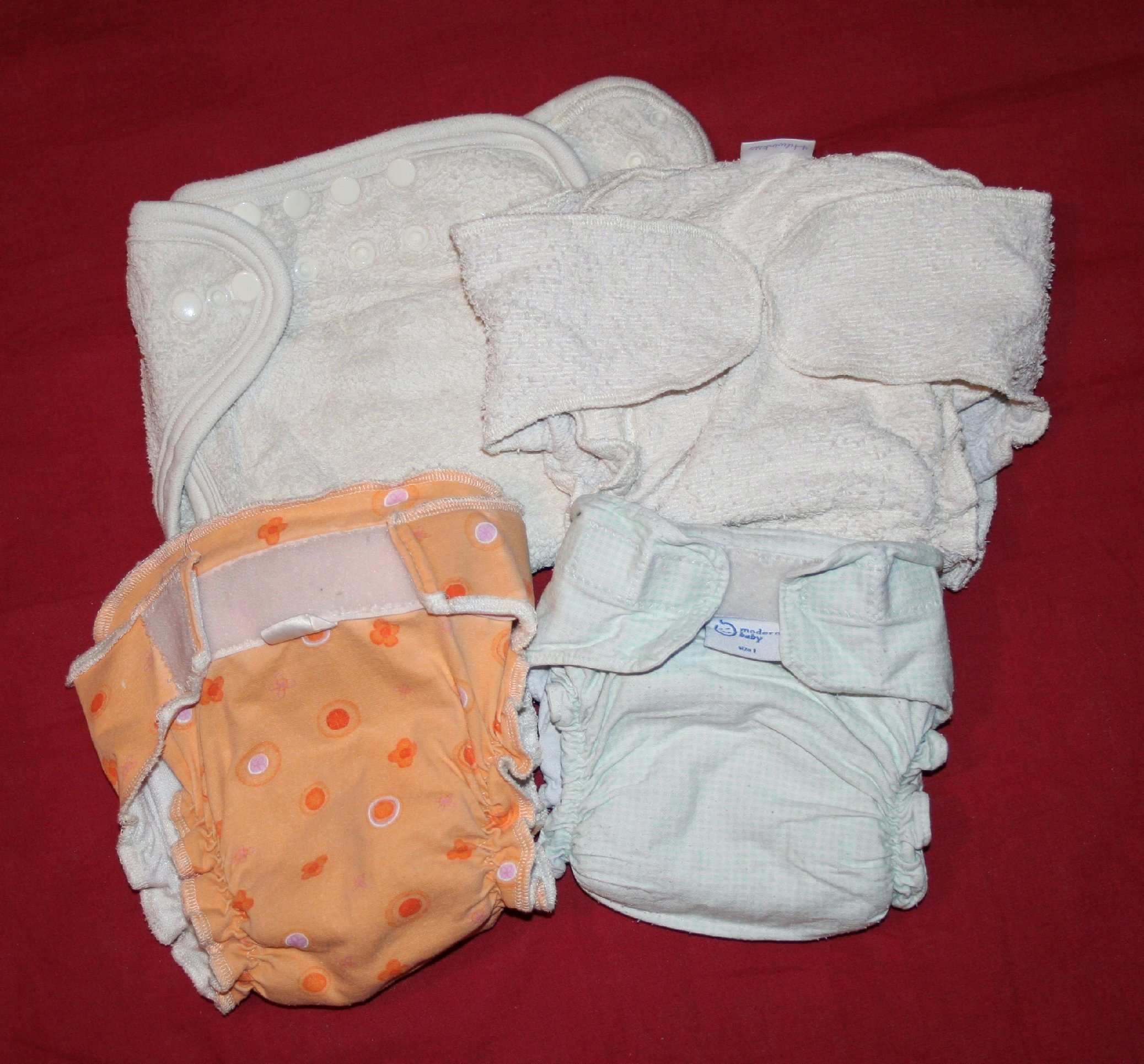
Fralda tradicional, de algodão

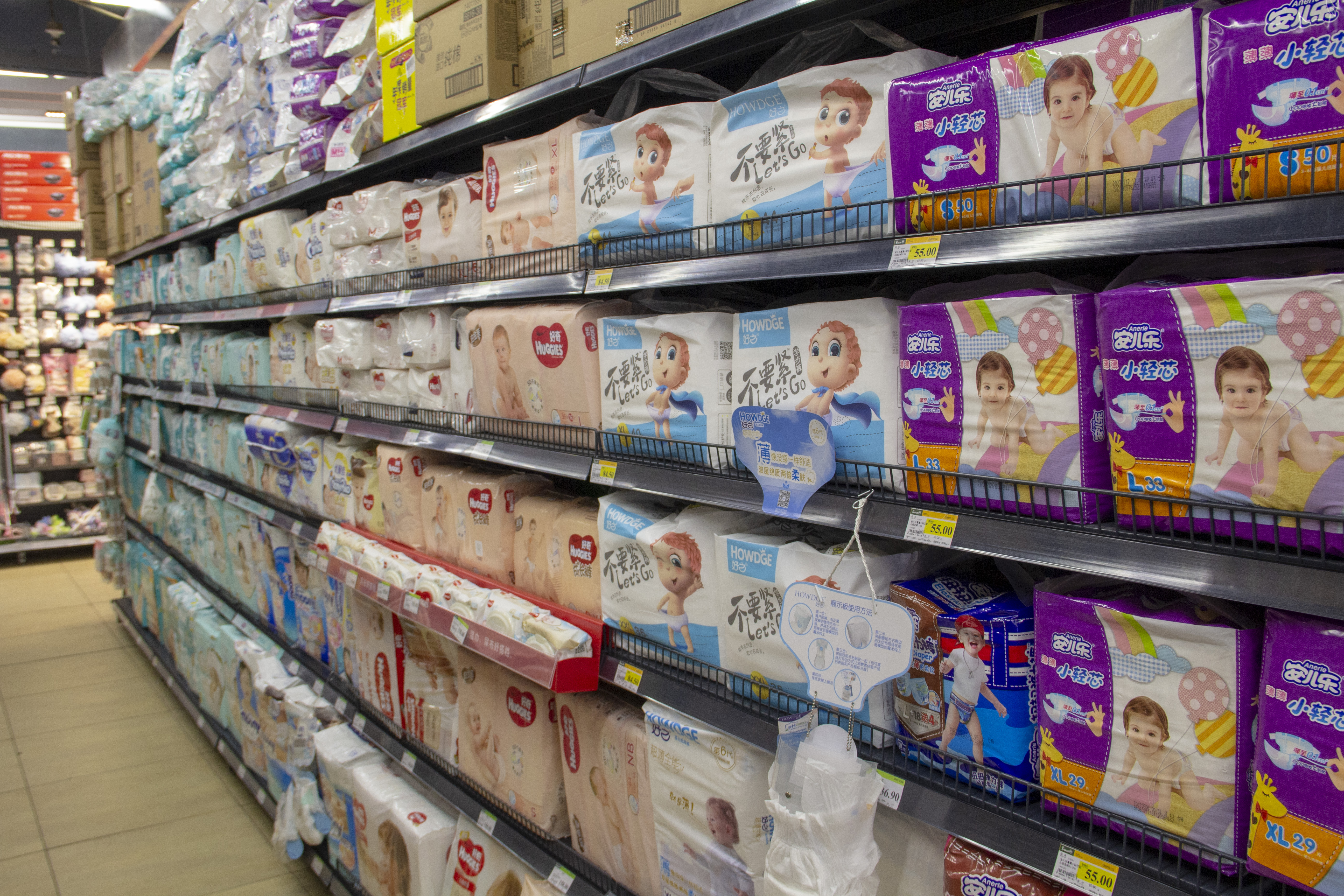
Fraldas nas prateleiras

Fralda é um produto de higiene íntima usado por bebês, crianças e adultos que não têm (ou perderam) o controle de suas necessidades fisiológicas e que, se não a usarem, podem se sujar com sua urina ou fezes.
No passado, as fraldas eram de tecido e hoje dispõem de recursos tecnológicos como géis absorventes, tais como os absorventes femininos.
O bebê ou criança pequena ainda não tem o controle sobre seus esfíncteres. Por essa razão usam fraldas até uma idade variável até os 2 anos, aproximadamente.
O adulto, que em função de doença (incontinência urinária, etc.) perde o controle de suas funções fisiológicas, tem de usar uma fralda comumente denominada fralda geriátrica (por geralmente serem idosos aqueles que utilizam esse tipo de fralda).
Há pessoas que consideram as fraldas modernas um produto nocivo ao meio ambiente e antiecológico, por não ser biodegradável e levar séculos para se desintegrar.

## Modelos de fraldas para crianças
Atualmente no mercado, existem diversos modelos e fraldas para serem usadas para diferentes necessidades.
As fraldas comuns ou tradicionais, podem ser abertas e fixadas com fitas adesivas, são as mais utilizadas pelos bebês.
As fraldas calcinha, pants, ou de vestir tem um modelo que se assemelha a uma calcinha ou cueca, e possui cintura elástica. 
Existem ainda fraldas especiais para serem usadas na água, pois elas são feitas de um material que não deixa a fralda enxarcada. Além disso, existem fraldas que são voltadas para os bebês recém-nascidos, outras para os pequenos com pele sensível, e ainda, fraldas ecológicas.
As fraldas ecológicas, conhecidas também como fraldas de panos, são uma alternativa mais sustentável às fraldas descartáveis tradicionais. Elas são feitas de algodão e possuem um sistema de forro e absorventes removíveis que podem ser trocados conforme necessário. 